# 第一次森內閣
第一次森內閣（日语：／ Daiichiji Mori Naikaku */?）是日本眾議院議員、自由民主黨總裁森喜朗就任第85任內閣總理大臣（首相）後，自2000年4月5日至2000年7月4日組成的內閣。

## 國務大臣
- 內閣總理大臣 - 森喜朗
  - 內閣總理大臣補佐官 - 町村信孝【教育改革擔當】
- 法務大臣 - 臼井日出男
- 外務大臣 - 河野洋平
- 大藏大臣 - 宮澤喜一
- 文部大臣、科學技術廳長官、國立國會圖書館聯絡調整委員會委員 - 中曾根弘文
- 厚生大臣、【年金問題擔當】 - 丹羽雄哉
- 農林水產大臣 - 玉澤德一郎
- 通商產業大臣、【國際博覧會擔當】 - 深谷隆司
- 運輸大臣、北海道開發廳長官、【新東京國際機場擔當】 - 二階俊博 （ 保守黨 ）
- 郵政大臣 - 前島英三郎（八代英太）
- 勞動大臣 - 牧野隆守
- 建設大臣、國土廳長官、【研究·學園都市、土地對策、首都機能轉移擔當】 - 中山正暉
- 自治大臣、國家公安委員會委員長 - 保利耕輔
- 內閣官房長官、沖繩開發廳長官、【男女共同參與、沖繩擔當】 - 青木幹雄
  - 內閣官房副長官［政務］ - 額賀福志郎
  - 內閣官房副長官［政務］ - 松谷蒼一郎
  - 內閣官房副長官［事務］ - 古川貞二郎
  - 內閣危機管理監 - 安藤忠夫
  - 內閣法制局長官 - 津野修
- 金融再生委員會委員長 - 谷垣禎一
- 總務廳長官、【中央省廳再編擔當】 - 續訓弘 （ 公明黨 ）
- 防衛廳長官 - 瓦力
- 經濟企劃廳長官、【綜合交通對策、新千年紀紀念行事擔當】 - 池口小太郎（堺屋太一）
- 環境廳長官、【地球環境問題擔當】 - 清水嘉與子

## 外部連結
- 閣僚名單 （页面存档备份，存于）